# Mount Saskatchewan, Alberta
Mount Saskatchewan är ett berg i Kanada.   Det ligger i provinsen Alberta, i den centrala delen av landet, 3 100 km väster om huvudstaden Ottawa. Toppen på Mount Saskatchewan är 3 342 meter över havet, eller 1 081 meter över den omgivande terrängen. Bredden vid basen är 14,4 km.
Terrängen runt Mount Saskatchewan är bergig österut, men västerut är den kuperad.Trakten runt Mount Saskatchewan är nära nog obefolkad, med mindre än två invånare per kvadratkilometer.. Det finns inga samhällen i närheten. 
Trakten runt Mount Saskatchewan består i huvudsak av gräsmarker.